# Байшалкар
Байшалкар (каз. Байшалқар) — болото, бывшее ранее озером, на границе Костанайского и Фёдоровского районов Костанайской области Казахстана. Находится в 22 км к юго-западу от посёлка Костычевка.
По данным топографической съёмки 1944 года, представляло собой непересыхающее озеро на высоте 206,5 м над уровнем моря с площадью водной поверхности в 4,04 км², длиной — 3 км и наибольшей шириной — 1,9 км. Длина береговой линии — 8,9 км, развитие береговой линии — 1,24.